# گراناز موسوی
گراناز موسوی (زاده ۶ بهمن ۱۳۵۲ در تهران) شاعر و فیلمساز معاصر اهل ایران است. او به جز سرودن شعر به نوشتن نقد کتاب، ویراستاری ادبی، ترجمه، فیلمنامه‌نویسی، کارگردانی سینما و بازیگری نیز پرداخته‌است.

## زندگی
پدرِ گراناز، هاشم موسوی، صدابردار با سابقهٔ تلویزیون و سینما و مادرش، پروین چگینی فراهانی، کارشناسِ نودالِ تلویزیون بود.
پس از سپری کردن دوران دبستان در مدرسه رازی و پس گرفتن دیپلم دبیرستان هدف، بین سال‌های ۱۳۷۰ تا ۱۳۷۳ در کلاسهای بازیگری تئاتر حمید سمندریان و مهین اسکویی شرکت کرد. همزمان تحصیلات دانشگاهی خود را در رشته شیمی در دانشگاه الزهرا آغاز نمود که بعداً با مهاجرت به استرالیا در سال ۱۳۷۶ آن را رها کرده، در رشته سینما در دانشگاه فلیندرز و سپس مدرسهٔ فیلم، تلویزیون و رادیوی استرالیا (AFTRS) به ادامهٔ تحصیل پرداخت. پایان‌نامهٔ دکترای وی در دانشگاه سیدنی " زیبایی‌شناسی سینمای شاعرانه " بوده و او مشغول به تدریس پاره‌وقت در دو دانشگاه در استرالیا است.
وی دانش‌آموختهٔ رشتهٔ سینما در مقطع دکتراست و کارگردانی اولین فیلم بلند داستانی اش بنام تهران من، حراج را که محصول مشترک ایران - استرالیا، است در سال ۲۰۰۸ در تهران انجام داد. این فیلم منتخب رسمی جشنواره‌های بین‌المللی فیلم تورنتو، روتردام، پوسان (۲۰۰۹)، موزه هنر مدرن نیویورک و برندهٔ جایزهٔ بهترین فیلم مستقل سال استرالیا است. 
دومین فیلم داستانی بلند گراناز موسوی فیلم سینمایی "وقت چیغ انار" ، که محصول مشترک افغانستان، استرالیا، ایران، و هلند است‌. این فیلم سینمایی توسط گراناز موسوی، بهیر وردک و مرضیه وفامهر و کریستیان ویلیامز تهیه شده است. با توجه به تحولات سیاسی اخیر در کشور افغانستان و قوانین سرسختانه‌ وضع شده‌ توسط طالبان، فعلا فیلم سینمایی «وقت چیغ انار» تا مدت‌ها یکی از آخرین آثار سینمایی خواهد بود که در کشور افغانستان تولید شده است.
گراناز از کودکی شعر می‌سرود. در ۱۲ سالگی برنده جایزه شعر دانش‌آموزی منطقه ۳ تهران شد و در ۱۷ سالگی نخستین آثارش را در مجله‌های آدینه، دنیای سخن و چاووش به چاپ رساند. سپس یکسال بعد نوشتن نقد کتاب و ویراستاری ادبی را در مجلهٔ دنیای سخن آغاز کرد.
از گراناز موسوی تا کنون سه مجموعه شعر در ایران به چاپ رسیده‌است. نخستین دفتر شعرش «خط خطی روی شب» در سال ۷۶ توجه اهل قلم و جامعه ادبی ایران را به خود جلب کرد. همان سال، م. آزاد، شاعر و منتقد برجسته، در نقدی بر این مجموعه در مجله آدینه از کشف استعدادی تازه در شعر معاصر خبر داد. در سال ۱۳۷۹ دومین دفتر شعرش، «پابرهنه تا صبح» (نشر سالی) را منتشر کرد که برنده نخستین دوره جایزه شعر امید ایران، «کارنامه» شد و به چاپ چهارم رسید. سومین کتابش «آوازهای زن بی‌اجازه» (نشر سالی) در سال ۱۳۸۱ در تهران، و چهارمین کتابش نیز "Les rescapés de la patience" در پی بورسیه ادبی در فرانسه، به شکل مجموعه دوزبانه در سال ۲۰۰۵ در این کشور به چاپ رسید. آخرین اثر او «حافظه قرمز» نام دارد که در سال ۱۳۹۰ در استرالیا منتشر شده‌است.
شعرهای او تا به حال به زبانهای انگلیسی، فرانسوی، اسپانیایی، پرتغالی، سوئدی، ایتالیایی، آلمانی، ترکی و کردی در کتابها و منظومه‌های گوناگون به چاپ رسیده‌است. او همچنین از داوران جایزه ادبی والس بوده‌است. در سال ۲۰۰۲ پژوهشی با عنوان «دنیای نمادین گراناز موسوی و سبک نوشتاری آن» (L'univers symbolique et son écriture chez Granaz Musavi) در دانشگاه سوربن روی کارهای وی منتشر گردید. او در سمینارها و کنگره‌های مختلفی در فرانسه، بریتانیا، آمریکا، آلمان، استرالیا، ایتالیا، سوئد، اسپانیا، لوگزامبورگ و کانادا شعرخوانی و به دعوت دانشگاه استنفورد، دانشگاه کالیفرنیا و دانشگاه لندن سخنرانی داشته‌است.
گراناز در ۱۷ سالگی در فیلم «به خاطر همه‌چیز» به کارگردانی رجب محمدین (۱۳۶۹) بازی کرد. در سال ۱۳۷۲ نیز در فیلم «جاده عشق» از همین کارگردان به ایفای نقش پرداخت. وی در فیلم «لاک‌پشت‌ها هم پرواز می‌کنند» دستیار و تدوینگر دیجیتال فیلم بوده‌است. در سال ۲۰۰۶ وی برندهٔ جایزهٔ بهترین طرح فیلم‌نامهٔ سال (تهران من، حراج) در استرالیا شد و در جشنواره فیلم کن حضور یافت. در سال ۲۰۰۹ این فیلم برندهٔ بهترین فیلم مستقل سال دراین کشور شد.
گراناز موسوی کارگردانی اولین فیلم بلندش «تهران من، حراج» «My Tehran For Sale» منتخب رسمی جشنواره بین‌المللی فیلم تورنتو (۲۰۰۹)، موزه هنر مدرن نیویورک موزه هنر مدرن موزه هنر مدرن و برندهٔ جایزهٔ «09 Inside Film Awards» که محصول مشترک ایران و استرالیا است را در سال ۲۰۰۸ در تهران انجام داده‌است.

## عضو هیئت ژوری
- جشنواره بین‌المللی فیلم مانهایم-هایدلبرگ آلمان ۲۰۱۱
- جایزه سالانه فیلم استرالیا IF awards ۲۰۱۱

## جوایز داخلی
گراناز موسوی در سال ۱۳۷۹ برای کتاب «پابرهنه تا صبح» برنده جایزه شعر کارنامه یا جایزه شعر امروز ایران شد.

## آثار

### شعر
- ۱۳۷۶ - خط خطی روی شب
- ۱۳۷۹ - پابرهنه تا صبح
- ۱۳۸۲ - آوازهای زن بی‌اجازه[۴]
- ۲۰۰۶ - Les rescapés de la patience
- ۱۳۹۰ - حافظه قرمز

### فیلمسازی
- فیلمهای کوتاه
- فیلم بلند «تهران من، حراج» «My Tehran For Sale» برندهٔ سال جایزهٔ «Inside Film Awards» استرالیا در بخش فیلم مستقل، منتخب رسمی جشنواره بین‌المللی فیلم تورنتو (۲۰۰۹)، جشنواره بین‌المللی فیلم پوسان (۲۰۰۹)، جشنواره بین‌المللی روتردام (۲۰۱۰)، جشنواره بین‌المللی فیلم ونکوور (۲۰۰۹)، ادلید (۲۰۰۹) و جشنواره بین‌المللی فیلم مانهایم-هایدلبرگ آلمان (۲۰۰۹)، منتخب موزه هنر مدرن نیویورک موزه هنر مدرن، موزه‌های هنر بوستون و هوستون و جشنواره‌های بین‌المللی لاس پالماس اسپانیا، سیدنی تراولینگ، فبیوفست پراگ، کپنهاگ دانمارک، مکزیک، حقوق بشر HRAFF، دالاس، کلیولند، برندهٔ بهترین فیلم تریمدیاکلرادو، پام سپرینگز، مدیترانه‌ای رم، فوکوئوکا ژاپن و گفتگوی فرهنگها نیویورک …
- فیلم سینمایی "وقت چیغ انار" به کارگردانی گراناز موسوی در هجدهمین حضور بین المللی خود در بخش مسابقه اصلی دهمین جشنواره فیلم های آسیایی بارسلون (4 تا 15 آبان 1401) به نمایش درآمد و جایزه بهترین فیلمنامه را دریافت داشت. این فیلم سینمایی محصول مشترک افغانستان.استرالیا/ایران/هلند که توسط گراناز موسوی، بهیر وارداک و مرضیه وفامهر تهیه شده است در اولین نمایش بین المللی اش در بخش سنمای آینده سی و چهارمین جشنواره فیلم توکیو (8 تا 17 آبان 1400) به نمایش در آمد و پس از آن در چهل و پنجمین جشنواره فیلم سائوپولو، شصت و هشتمین جشنواره فیلم سیدنی، بیست و پنجمین جشنواره شب های سیاه تالین، پنجاه و دومین جشنواره فیلم هند در گوآ، نهمین جشنواره فیلم باستائو قزاقستان، نوزدهمین جشنواره فیلم چنای هند، چهاردهمین جشنواره فیلم خاورمیانه و شمال آفریقا صوفیه، جشنواره کارگردان های مستقل لیدز، سیزدهمین جشنواره فیلم بنگلور، بیست و ششمین جشنواره فیلم کرالا، سی و ششمین جشنواره فیلم فریبورگ، شصت و دومین جشنواره فیلم زلین، جشنواره تابستانی آپالاچیان در کارولینای شمالی، هفتادمین جشنواره فیلم ملبورن، بیست و هفتمین جشنواره فیلم زنان آیچی ژاپن و شانزدهمین جشنواره فیلم بوفالو نیویورک (14 تا 18 مهر 1401) به روی پرده رفته است. فیلم سینمایی "وقت چیغ انار" نامزد دریافت جایزه بهترین فیلم کودک و نوجوان چهاردهمین دوره جوایز سینمای آسیا و پاسیفیک استرالیا بوده و از طرف کشور استرالیا هم به عنوان نماینده این کشور به به بخش جایزه اسکار بهترین فیلم بین المللی آکادمی علوم و هنرهای سینمایی در سال گذشته معرفی شده است. این فیلم در ادامه حضورهای جهانی اش در سی و دومین جشنواره روزهای سینمای جهان توسیس سوییس (10 تا 15 آبان 1401) به نمایش در آمده  فیلم سینمایی «وقت چیغ انار» به نویسندگی و کارگردانی گراناز موسوی در ادامه‌ی موفقیت‌های بین‌المللی خود نامزد بهترین فیلم در بخش جوانِ جایزه‌ی سینمایی آسیاپاسیفیک شد.

### بازیگری
- آب (رجب محمدین، ۱۳۸۰)
- جاده عشق (رجب محمدین، ۱۳۷۲)
- به خاطر همه چیز (رجب محمدین، ۱۳۶۹)[۵]